# Randilea scabricula
Genre
Espèce
Randilea scabricula, unique représentant du genre Randilea, est une espèce d'opilions laniatores de la famille des Assamiidae.

## Distribution
Cette espèce se rencontre au Kenya et en Ouganda.

## Description
Le mâle syntype mesure 5 mm et la femelle syntype 5 mm.

## Publication originale
- Roewer, 1935 : « Alte und neue Assamiidae. Weitere Weberknechte VIII (8. Ergänzung der "Weberknechte der Erde" 1923). » Veröffentlichungen aus dem Deutschen Kolonial- und Übersee-Museum in Bremen, vol. 1, no 3, p. 1–168.